# هنريك بيرتيلسون
هنريك بيرتيلسون (بالسويدية: Henrik Bertilsson)‏ (16 أكتوبر 1969 بالسويد - ) هو لاعب كرة قدم سويدي في مركز الهجوم. شارك مع منتخب السويد لكرة القدم. أما مع النوادي، فقد لعب مع نادي أورغريته ونادي فالكنبرغ ونادي مارتيغ ونادي هالمستاد.

## وصلات خارجية
- هنريك بيرتيلسون على موقع قاعدة بيانات كرة القدم.إي يو (الإنجليزية)
- هنريك بيرتيلسون على موقع ناشيونال فوتبول تيمز (الإنجليزية)
- هنريك بيرتيلسون على موقع عالم كرة القدم.نت (الإنجليزية)